# Jean Dieudonné
Jean Dieudonné   (Lilla, 1 de juliol de 1906 - 15è districte de París, 29 de novembre de 1992) fou un matemàtic francès, reconegut pels seus treballs en els camps de la Teoria de grups i en la Topologia. També és conegut pels seus estudis en Història de les Matemàtiques que va publicar en els seus darrers anys.
Va estudiar a l'École Normale Supérieure i va obtenir el seu doctorat l'any 1931 a París sota la direcció de Paul Montel. Juntament amb André Weil i altres, va ser un dels membres fundadors i un dels màxims contribuents del grup N. Bourbaki que a mitjans del segle XX va intentar una interpretació unificada de les matemàtiques sota la Teoria de conjunts. Es va casar el 1935 amb Odette Clavel amb qui van tenir dos fills.
Va ser Maître de Conférences a la Facultat de Ciències de Nancy de 1937 a 1946. Després d'estar dos anys com a professor de matemàtiques a Sao Paulo (Brasil) va retornar a Nancy on va ser professor de 1948 a 1952. El 1952 va acceptar una plaça per un any a la Universitat de Michigan de la que va passar a la universitat Northwestern on va restar fins al 1959, quan va ser nomenat professor de matemàtiques al IHEC (Institut des Hautes Études Scientifiques) de París. A partir de 1964 i fins a la seva jubilació el 1970 va ser catedràtic de la Facultat de Ciències de Niça. Tot i aquesta carrera docent, sempre va estar més interessat per la recerca que per la docència.
Entre 1960 i 1982 va dirigir l'edició dels nou volums dels Éléments d'analyse. A partir de 1980, més interessat en els temes històrics, va publicar Història de l'anàlisi funcional (1981), Història de la geometria algebraica (1985) i Història de la topologia algebraica i diferencial (1989), entre altres obres històriques de la matemàtica i edicions d'obres de matemàtics anteriors com Evariste Galois i Camille Jordan.
Dieudonné va ser elegit membre de l'Acadèmia Francesa de les Ciències el 1968, va rebre el premi Gaston Julia el 1966 i va ser nomenat Oficial de la Legió d'Honor.